# 5. Федис
5. Федис одржан је 09. и 10. октобра 2015. године. Највише награда освојила је серија Бранио сам Младу Босну. Фестивалу је присуствовао и босански глумац Моамер Касумовић.

### ФЕДИС 2015.
| Име серије             | Број епизода | Додатан опис    |
| ---------------------- | ------------ | --------------- |
| Јагодићи               | 22 епизоде   |                 |
| Звездара               | 40 епизода   |                 |
| Улица липа             | 29 епизода   |                 |
| Бранио сам Младу Босну | 4 епизоде    |                 |
| Једне летње ноћи       | 13 епизода   |                 |
| Луд, збуњен, нормалан  | 372 епизоде  | Гост из региона |
| Будва на пјену од мора | 64 епизоде   | Гост из региона |
| Куд пукло да пукло     | 331 епизода  | Гост из региона |

1. Награда за најбољу ТВ серију: Бранио сам Младу Босну (Кошутњак Филм)
2. Награда за најгледанију ТВ серију Јагодићи: Опроштајни валцер (Комбајн Филм)
3. Награда за најбољу режију: Мирослав Лекић (Јагодићи)
4. Награда за најбољи сценарио: Срђан Кољевић (Бранио сам Младу Босну)
5. Награда за најбољу фотографију: Радослав Владић (Јагодићи)
6. Награда за најбољу монтажу: Петар Путниковић (Бранио сам Младу Босну)
7. Награда за најбољи костим: Иванка Крстовић (Једне летње ноћи)
8. Награда за најбољу музику: Биљана Крстић и Мики Станојевић (Бранио сам Младу Босну)
9. Награда за најбољу глумицу: Горица Поповић (Звездара)
10. Награда за најбољег глумца: Никола Ракочевић (Бранио сам Младу Босну)
11. Награда за најбољи глумачки пар: Предраг Ејдус и Светлана Бојковић (Улица липа)
12. Награда за најбољу ТВ серију из региона приказану у Србији: Луд, збуњен, нормалан (Феђа Исовић)
13. Специјална награда ЗЛАТНА АНТЕНА за свеукупан допринос домаћој ТВ продукцији: глумац Предраг Мики Манојловић

#### Жири
1. Зоран Пановић (Главни и одговорни уредник листа ДАНАС)
2. Бранка Оташевић (ТВ критичарка)
3. Мери Билић (Уредница листа ПОЛИТИКА)
4. Иван Карл (ТВ критичар)